# Естонија на Дечјој песми Евровизије
Естонија ће први пут наступити на Дечјој песми Евровизије 2023. године у Ници, у Француској.

## Представници
| Година | Извођач(и)          | Песма            | Пласман          | Поени            |
| ------ | ------------------- | ---------------- | ---------------- | ---------------- |
| 2023   | Архана Сандра Арбма | "Hoiame Kokku"   | 15               | 49               |
| 2024   | Анабел Атс          | "Tänavad"        | 14               | 55               |
| 2025   | Није учествовала    | Није учествовала | Није учествовала | Није учествовала |